# ダウニング街
ダウニング街（ダウニングがい、英: Downing Street）は、イギリス・ロンドン中心部のホワイトホールに位置する通り。いわゆるイギリス首相官邸を指す代名詞ともなっている。ウェストミンスター宮殿から歩いて数分、バッキンガム宮殿からは少々離れている。
ダウニング街には300年以上前からイギリス内閣の第一大蔵卿（一般的には「首相」）官邸、および第二大蔵卿（一般的には「財務大臣」）官邸が置かれている。首相の官邸はダウニング街10番地、財務大臣の官邸はダウニング街11番地であり隣同士である。院内幹事長 (Chief Whip)の官邸も置かれ、ダウニング街12番地と呼ばれている。

## 歴史
1682年、ジョージ・ダウニング（貴族院議員でケンブリッジ大学ダウニング・カレッジ創設者）が周辺の土地を購入し、ダウニング街を開発した。
1732年、初代首相ロバート・ウォルポール卿が時の国王・ジョージ2世に与えられたダウニング街の邸宅に住み始めて以来、一時期を除いて歴代首相の官邸として使用されている。

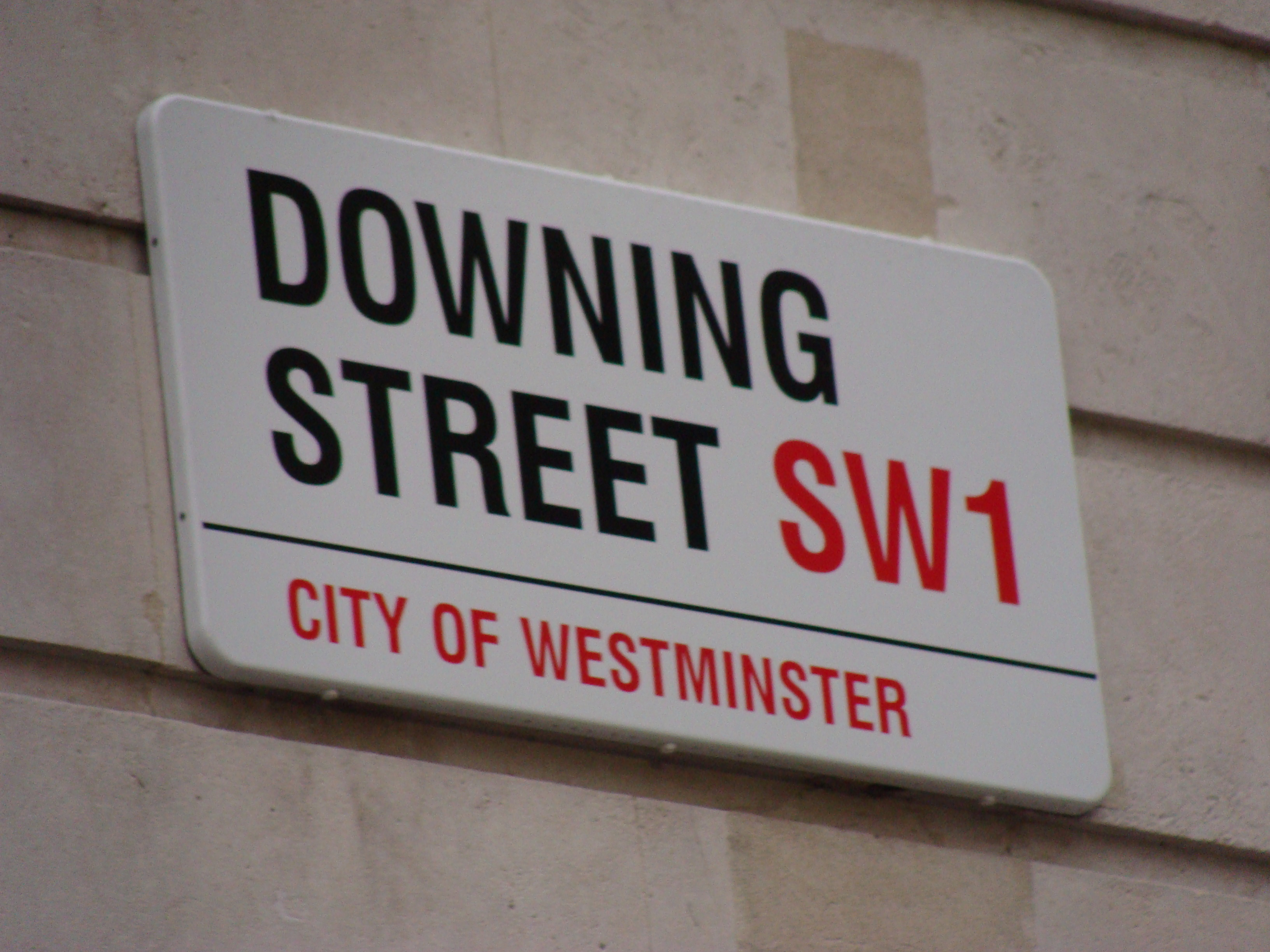
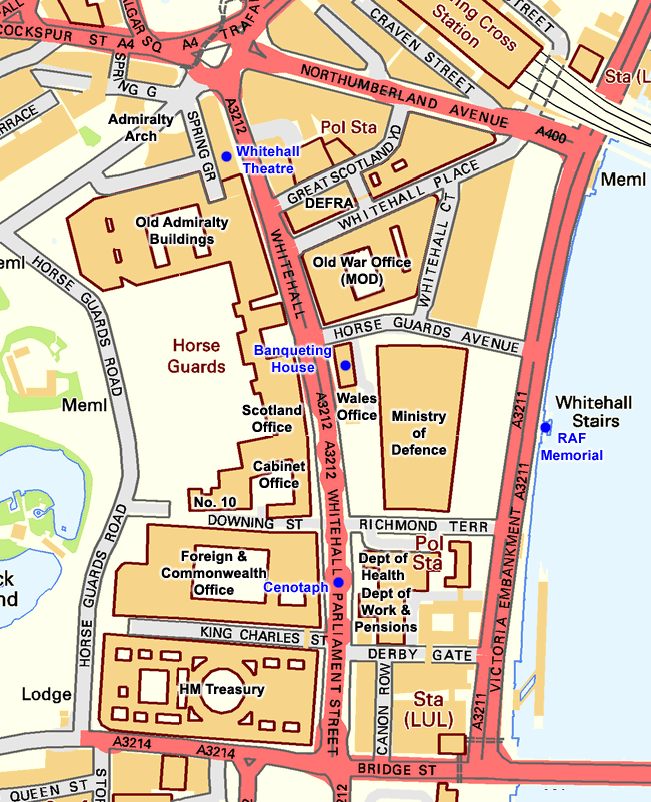
ホワイトホール (ロンドン)地図
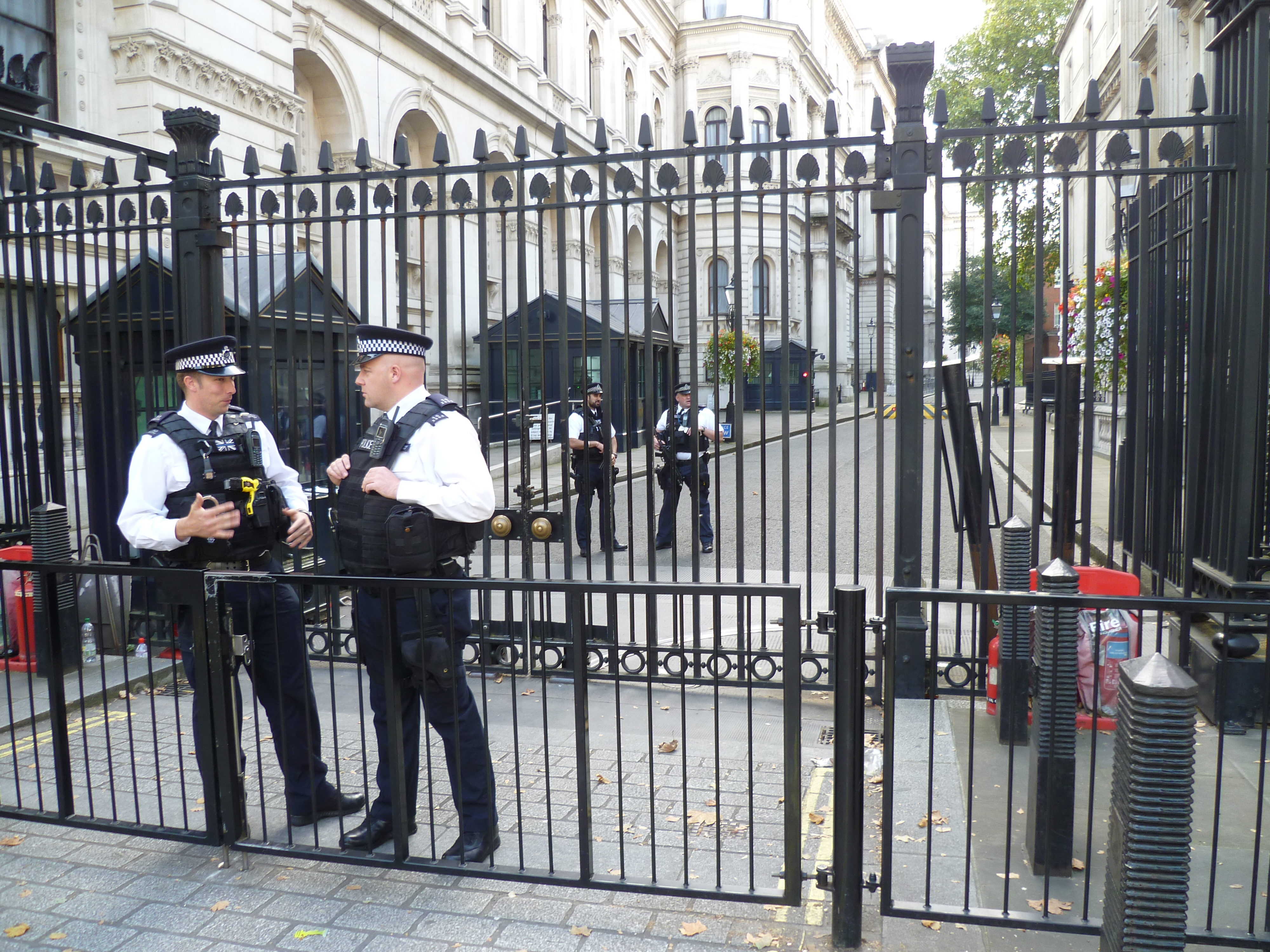
通りでは警備がなされている

## 政府機関
- ダウニング街9番地 - 枢密院事務局（Privy Council Office）
- ダウニング街10番地 - 第一大蔵卿官邸（イギリス首相）
- ダウニング街11番地 - 第二大蔵卿官邸（財務大臣）
- ダウニング街12番地 - 公式には院内幹事長 (Chief Whip)官邸